# Brasilucanus alvarengai
Brasilucanus alvarengai is een keversoort uit de familie vliegende herten (Lucanidae). De wetenschappelijke naam van de soort is voor het eerst geldig gepubliceerd in 1961 door Vulcano & Pereira.